# Булачев, Василий Степанович
Васи́лий Степа́нович Була́чев (1901 — ?) — деятель ГПУ/НКВД СССР, старший лейтенант государственной безопасности. Заместитель начальника УНКВД Красноярского края. Входил в состав особой тройки НКВД СССР, внесудебного и, следовательно, не правосудного органа уголовного преследования.

## Биография
Василий Степанович Булачев родился в 1901 году. Член РКП(б) с 1918 года. Большая часть жизни была связана с работой в органах ВЧК-ОГПУ-НКВД.
- 1935—1936 годы — сотрудник УНКВД Ивановской области.
- 1937—1938 годы — заместитель начальника УНКВД Красноярского края. Этот период отмечен вхождением в состав особой тройки, созданной по приказу НКВД СССР от 30.07.1937 № 00447[2] и активным участием в сталинских репрессиях[3].
- 1938—1939 годы — сотрудник ОО НКВД Среднеазиатского военного округа.

25 марта 1939 был уволен по болезни.

## Награды
- 20.12.1933 — Почётный сотрудник госбезопасности XV
- 19.12.1937 — Орден Красной Звезды